# 不丹嵩草
不丹嵩草（学名：Carex bhutanensis）又名日喀则嵩草，为莎草科薹草属下的一个种。